# لر (مقاطعة إسلام آباد غرب)
لر (بالفارسية: لر) هي قرية تقع في قسم حومة الجنوبي الريفي (مقاطعة إسلام آباد غرب) في إيران. يقدر عدد سكانها بـ 362 نسمة .